# Verges (Francja)
Verges – miejscowość i gmina we Francji, w regionie Burgundia-Franche-Comté, w departamencie Jura.
Według danych na rok 1990 gminę zamieszkiwały 154 osoby, a gęstość zaludnienia wynosiła 25 osób/km² (wśród 1786 gmin Franche-Comté Verges plasuje się na 590. miejscu pod względem liczby ludności, natomiast pod względem powierzchni na miejscu 713.).